# Giulio di Brunswick-Lüneburg
Giulio di Brunswick-Lüneburg (Wolfenbüttel, 29 giugno 1528 – Wolfenbüttel, 3 maggio 1589) è stato un vescovo cattolico tedesco.
Fu duca di Brunswick-Lüneburg e principe di Wolfenbüttel dal 1568 fino alla sua morte

## Biografia
Figlio più giovane di Enrico V di Brunswick-Lüneburg, a Giulio venne riservata la carriera ecclesiastica. Egli studiò all'Università di Lovanio, e divenne presto Vescovo di Minden nel 1553, ma diede le dimissioni dopo solo un anno di servizio. Alla morte di entrambi i suoi fratelli nella Battaglia di Sievershausen del 1553, egli divenne l'erede del principato. Tutti i piani progettati dal padre per escluderlo dalla linea di successione fallirono, anche perché Giulio si era convertito al protestantesimo. Alla morte del padre nel 1568, Giulio stabilì un nuovo regime di tassazione che favoriva la condizione degli agricoltori a quella dei nobili. Egli fondò inoltre una milizia — un vero e proprio corpo d'esercito armato — e riformò la corte. Giulio concluse un accordo con la città di Brunswick nel 1569, col quale la città riconobbe la sua sovranità; comunque, il conflitto tra Duca e città continuò.
Giulio promosse in special modo il commercio minerario. Le miniere di rame e piombo site nella città di Harz fiorirono, e vennero aperte numerose nuove miniere (Herzog Juliushütte). Giulio stesso scrisse un libro sull'uso dei metalli. Per facilitare il commercio, Giulio investì in miglioramenti di strade e fiumi. Nel 1577 l'Oker divenne navigabile nel tratto tra Harz e Wolfenbüttel. Fu tollerante nei confronti del cattolicesimo opponendosi, insieme a Giovanni Giorgio di Brandeburgo, alla formazione di una lega protestante, educò al cattolicesimo il figlio Enrico Giulio, accolse i profughi religiosi della Sassonia. Nel 1576, fondò la prima università di stato, l'Università di Helmstedt, dove insegnò, nel 1589, anche il noto filosofo italiano Giordano Bruno.
Alla morte di Eric II di Brunswick-Lüneburg, nel 1584, Giulio ereditò il Principato di Calenberg, determinante per il consolidamento dei domini. Morì nel 1589 e gli succedette il figlio Enrico Giulio.

## Matrimonio ed eredi
Giulio sposò Edvige di Brandeburgo, figlia di Gioacchino II di Brandeburgo, il 25 febbraio 1560. Ebbero i seguenti figli che raggiunsero l'età adulta:
- Sofia Edvige (1561-1631), moglie di Ernesto Ludovico di Pomerania-Wolgast;
- Enrico Giulio (1564-1613);
- Maria (1566-1626), moglie di Francesco II di Sassonia-Lauenburg;
- Elisabetta (1567-1618);
- Filippo Sigismondo (1568-1623), vescovo di Verden e Osnabrück;
- Gioacchino Carlo (1573-1615);
- Dorotea Augusta (1577-1625);
- Giulio Augusto (1578-1617);
- Edvige (1580-1657), moglie di Ottone III di Braunschweig-Harburg.

## Ascendenza
|                                 |                         |                                     | Genitori                          |  |  | Nonni |  |  | Bisnonni                           |  |  | Trisnonni                       |  |
|                                 |                         |                                     |                                   |  |  |       |  |  | Guglielmo IV di Brunswick-Lüneburg |  |  | Guglielmo di Brunswick-Lüneburg |  |
|                                 |                         |                                     |                                   |  |  |       |  |  | Guglielmo IV di Brunswick-Lüneburg |  |  | Guglielmo di Brunswick-Lüneburg |  |
|                                 |                         | Cecilia di Brandeburgo              |                                   |  |  |       |  |  | Guglielmo IV di Brunswick-Lüneburg |  |  |                                 |  |
| Enrico IV di Brunswick-Lüneburg |                         |                                     |                                   |  |  |       |  |  | Guglielmo IV di Brunswick-Lüneburg |  |  |                                 |  |
|                                 |                         | Elisabetta di Stolberg-Werningerode | Bodo VII di Stolberg-Werningerode |  |  |       |  |  |                                    |  |  |                                 |  |
|                                 |                         | Elisabetta di Stolberg-Werningerode | Bodo VII di Stolberg-Werningerode |  |  |       |  |  |                                    |  |  |                                 |  |
|                                 |                         | Elisabetta di Stolberg-Werningerode | …                                 |  |  |       |  |  |                                    |  |  |                                 |  |
| Enrico V di Brunswick-Lüneburg  |                         | Elisabetta di Stolberg-Werningerode |                                   |  |  |       |  |  |                                    |  |  |                                 |  |
|                                 |                         | Eric II di Pomerania-Wolgast        | Vartislao IX di Pomerania-Wolgast |  |  |       |  |  |                                    |  |  |                                 |  |
|                                 |                         | Eric II di Pomerania-Wolgast        | Vartislao IX di Pomerania-Wolgast |  |  |       |  |  |                                    |  |  |                                 |  |
|                                 |                         | Eric II di Pomerania-Wolgast        | Sofia di Sassonia-Lauenburg       |  |  |       |  |  |                                    |  |  |                                 |  |
| Caterina di Pomerania-Wolgast   |                         | Eric II di Pomerania-Wolgast        |                                   |  |  |       |  |  |                                    |  |  |                                 |  |
|                                 |                         | Sofia di Pomerania-Stolp            | Boghislao IX di Pomerania-Stolp   |  |  |       |  |  |                                    |  |  |                                 |  |
|                                 |                         | Sofia di Pomerania-Stolp            | Boghislao IX di Pomerania-Stolp   |  |  |       |  |  |                                    |  |  |                                 |  |
|                                 |                         | Sofia di Pomerania-Stolp            | Maria di Masovia                  |  |  |       |  |  |                                    |  |  |                                 |  |
| Giulio di Brunswick-Lüneburg    |                         | Sofia di Pomerania-Stolp            |                                   |  |  |       |  |  |                                    |  |  |                                 |  |
|                                 | Ulrico V di Württemberg | Eberardo IV di Württemberg          |                                   |  |  |       |  |  |                                    |  |  |                                 |  |
|                                 | Ulrico V di Württemberg | Eberardo IV di Württemberg          |                                   |  |  |       |  |  |                                    |  |  |                                 |  |
|                                 | Ulrico V di Württemberg | Enrichetta di Mömpelgard            |                                   |  |  |       |  |  |                                    |  |  |                                 |  |
| Enrico di Württemberg           | Ulrico V di Württemberg |                                     |                                   |  |  |       |  |  |                                    |  |  |                                 |  |
|                                 |                         | Elisabetta di Baviera-Landshut      | Federico di Baviera-Landshut      |  |  |       |  |  |                                    |  |  |                                 |  |
|                                 |                         | Elisabetta di Baviera-Landshut      | Federico di Baviera-Landshut      |  |  |       |  |  |                                    |  |  |                                 |  |
|                                 |                         | Elisabetta di Baviera-Landshut      | Maddalena Visconti                |  |  |       |  |  |                                    |  |  |                                 |  |
| Maria di Württemberg            |                         | Elisabetta di Baviera-Landshut      |                                   |  |  |       |  |  |                                    |  |  |                                 |  |
|                                 |                         | …                                   | …                                 |  |  |       |  |  |                                    |  |  |                                 |  |
|                                 |                         | …                                   | …                                 |  |  |       |  |  |                                    |  |  |                                 |  |
|                                 |                         | …                                   | …                                 |  |  |       |  |  |                                    |  |  |                                 |  |
| Eva di Salm                     |                         | …                                   |                                   |  |  |       |  |  |                                    |  |  |                                 |  |
|                                 |                         | …                                   | …                                 |  |  |       |  |  |                                    |  |  |                                 |  |
|                                 |                         | …                                   | …                                 |  |  |       |  |  |                                    |  |  |                                 |  |
|                                 |                         | …                                   | …                                 |  |  |       |  |  |                                    |  |  |                                 |  |
|                                 |                         | …                                   |                                   |  |  |       |  |  |                                    |  |  |                                 |  |